# 氣候相關財務揭露
氣候相關財務揭露（英語：Task Force on Climate Related Financial Disclosures，簡稱TCFD）工作小組於2015年12月由金融稳定委员会(FSB)和二十国集团（G20）所成立，其任務為擬定一套具一致性的自願性氣候相關財務資訊揭露建議，協助投資者與決策者瞭解組織重大風險，並可更準確評估氣候相關之風險與機會。工作小組所提出的建議可適用於各類組織，包含金融機構等，目的為收集有助於決策及具前瞻性的財務影響資訊，其中更高度專注組織邁向低碳經濟轉型所涉及的風險與機會，其核心元素主要有治理（Governance）、策略（Strategy）、風險管理（Risk Management）、指標和目標（Metrics and Targets）4種。2025年，英國的公司必須報告這些披露，儘管有些公司不得不提前報告。